# 黄渝生
黄渝生（1944年10月—），男，祖籍四川省仁寿县，重庆市北碚人，毕业于北京对外贸易学院，中国地质学家黄汲清之子，黄渝生与妻子詹敏利育有一女黄婉，女婿周滨是中共前政法委书记周永康之子，黄渝生曾担任美国海斯科公司主席、北京中旭阳光能源科技股份有限公司董事等职务。因卷入2013年中石油腐败案而被外界熟知。